# Реакција Свете столице на самопроглашење независности Косова
Самопроглашење независности Косова од Србије донето је у недељу, 17. фебруара 2008. године, једногласно у Скупштини Косова. Свих 11 представника српске мањине бојкотовало је поступак. Међународна реакција је била помешана, а светска заједница је и даље подељена по питању међународног признања Косова.

## Историја
У фебруару 2008. Ватикан је позвао на „разборитост и умереност“ на Косову и Метохији, и у целој Србији. Света столица је позвала политичаре у региону да покажу "одлучну и конкретну посвећеност да одврате екстремистичке реакције и насиље", саопштио је портпарол Ватикана отац Федерико Ломбарди. „Свети отац (Папа) наставља да са љубављу гледа на народ Косова и Србије, близак им је и моли се у овом кључном тренутку њихове историје“, наводи се у саопштењу. У априлу 2008. монсињор Мигел Маури, позивајући се на ову изјаву оца Ломбардија, рекао је америчким дипломатама да Света столица није спремна да угрози своје односе са Владом Србије и њен екуменски дијалог са Српском православном црквом, не могу да формално признају Косово али би „наставили да промовишу дијалог на начин који поштује независност Косова“. У јуну 2008. године, кардинал Валтер Каспер, председник Папског савета за унапређење хришћанског јединства, изјавио је да Ватикан није признао независност Косова и да не намерава да то учини у блиској будућности.
На састанку у септембру 2009. године између косовског министра спољних послова Скендера Хисенија и Доминика Мамбертија, секретара Свете Столице за односе са државама, надбискуп Мамберти је рекао да Света Столица пажљиво прати дешавања на Косову и око њега, и изразио је спремност да наставити и интензивирати међусобне комуникације. После састанка председника Србије Бориса Тадића и папе Бенедикта Шестог у новембру 2009. године, Тадић је рекао да Ватикан подржава интеграцију и чланство Србије у ЕУ и суверенитет и очување њеног територијалног интегритета.
Ватикан је 10. фебруара 2011. именовао новог нунција у Словенији, коме је додељено и место делегата на Косову. У саопштењу за јавност, Ватикан је нагласио да је ово именовање (недипломатског карактера) „потпуно различито од разматрања правних и територијалних ситуација или било којег другог питања својственог дипломатској активности Свете Столице“. Дана 5. септембра 2011. године, на састанку између косовског министра спољних послова Енвера Хоџаја и апостолског делегата Ватикана на Косову Јулијуша Јануша, Јануш је наговестио да ће ускоро бити добре вести за Косово у вези са његовим признањем од стране Свете столице. Међутим, шеф ватиканске прес службе, отац Федерико Ломбарди, касније је изјавио да нема промене у ставу Свете столице према Косову.